# Johann Wartner

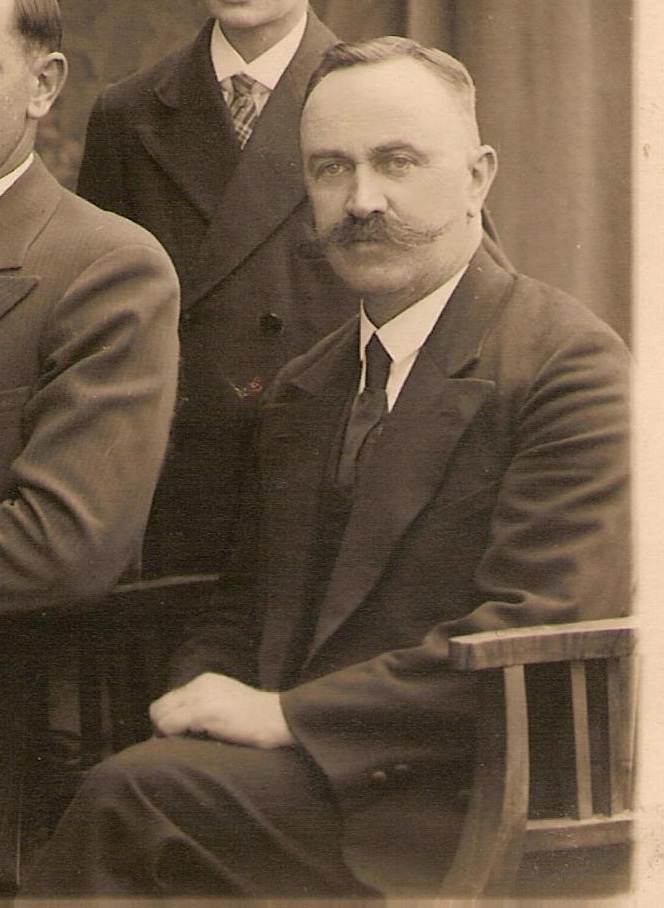
Johann Wartner (schätzungsweise 1938)

Johann Baptist Wartner (* 17. Juni 1883 in Scheibelsgrub; † 13. Januar 1963 ebenda) war ein deutscher Politiker des Bayerischen Bauernbundes und der Bayernpartei.
Wartner besuchte von 1889 bis 1896 die Volksschule. 1908 übernahm er das kleine elterliche landwirtschaftliche Anwesen in Scheibelsgrub bei Mitterfels in der Nähe von Straubing. 1919 wurde er Vorsitzender des Bezirkstages Bogen. Zudem war er Mitglied des niederbayerischen Kreistages und des Bezirksausschusses Bogen. 1925 wurde er Bürgermeister der Gemeinde Mitterfels.
Von 1920 bis zum 9. Januar 1933 gehörte Wartner für den Bayerischen Bauernbund dem Bayerischen Landtag an. Zum 1. April 1933 trat er der NSDAP und ihrer Landtagsfraktion bei (Mitgliedsnummer 1.482.119).
Nach dem Krieg schloss er sich der Bayernpartei an, die er im Deutschen Bundestag in dessen erster Legislaturperiode (1949–1953) vertrat. Er war im Wahlkreis Straubing direkt gewählt. Von 1949 bis zum 17. Januar 1951 war er stellvertretender Vorsitzender des Bundestagsausschusses für Lastenausgleich.
Wartner erklärte kurz vor seinem Tod, er habe bei der Wahl Konrad Adenauers zum ersten Bundeskanzler der Bundesrepublik Deutschland 1949 entgegen einem Beschluss seiner Fraktion als wohl einziger Oppositionspolitiker für Adenauer gestimmt und diesem damit zu der erforderlichen Mehrheit von 202 Stimmen der 402 stimmberechtigten Mitglieder des Hauses verholfen: „I hab für'n Adenauer g'stimmt, weil i dös net hätt verantworten können, daß i in dem Fall mit Nein stimm. Dös ist die ganze G'schicht!“